# 奧東一世 (波美拉尼亞)
奧東一世（Otton I，1279年—1344年）是波美拉尼亞公爵巴爾寧一世的幼子，格里芬家族的成員。

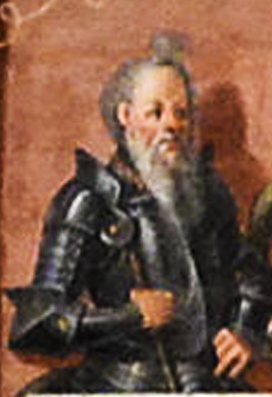
奧東一世

1295年奧東一世與兄長波吉斯瓦夫四世將領地分割，奧東一世獲得什切青。他娶霍爾斯坦-普倫伯爵格哈德二世的女兒伊麗莎白，有一個兒子巴爾寧三世。他的後代統治波美拉尼亞-什切青直到1464年。